# Mountain Mesa
Mountain Mesa est une census-designated place (CDP) du comté de Kern dans l'État de Californie. Ce lieu se trouve à proximité du lac Isabella.
La population de Mountain Mesa était de 2 153 habitants au recensement des États-Unis de 2010.